# 古力壩 (華盛頓州)
古力壩（英語：Coulee Dam）是美国华盛顿州奧卡諾根縣、道格拉斯县和格蘭特縣的一座城鎮。該鎮是韦纳奇-東韋納奇都會統計區的一部分。2010年美国人口普查時為1,098人。